# Cristo Rock
Cristo Rock es el primer álbum de Raúl Porchetto, editado en 1972 por el sello Microfón.

## Detalles
Este disco conceptual contó con la producción de Giuliano Canterini (Billy Bond), quien también se hizo cargo de la consola de grabación en los Estudios Phonalex, mientras que Jorge Álvarez fue el productor ejecutivo.
Porchetto estuvo acompañado por músicos de Billy Bond y La Pesada del Rock and Roll, como Claudio Gabis, Alejandro Medina, Kubero Díaz, Jorge Pinchevsky, Jimmy Márquez y por un joven y aún desconocido Charly García, entre otros.
Este personal dotó a la obra de un espíritu similar al que caracterizaba a La Pesada, con un sonido, una estética y una libertad creativa cercanos al hard rock psicodélico de aquella banda.
El disco fue escrito por Porchetto en un fin de semana. El concepto del álbum gira en torno a la figura de Jesucristo, aunque en este caso se trata de un Jesús joven y contemporáneo, recordando la estructura de una ópera rock. 
Porchetto editaría un segundo disco recién 4 años después, en 1976.
Cristo Rock nunca fue presentado en vivo.
Se reeditó más tarde en CD a través de Sony Music con 4 bonus tracks, tomados de dos tempranos singles.

## Lista de canciones
Lado A
1. Obertura / Canción I
2. Canción II
3. Canción III
4. Canción IV

Lado B
1. Canción V
2. Canción VI
3. Canción VII
4. Canción VIII

## Pistas adicionales CD
- Miguel se volvió loco
- Luisa sale
- Ámame nena
- Canción para un hijo resfriado

## Personal
- Raúl Porchetto - voz y guitarras
- Claudio Gabis - guitarra
- Kubero Díaz - guitarra
- Alejandro Medina - bajo
- Cacho Lafalce - bajo
- Charly García - teclados y coros
- María Rosa Yorio - coros
- Petty Guelache - coros
- Jorge Pinchevsky - violín
- Oscar Moro - batería
- Jimmy Márquez - batería
- Billy Bond - producción, manager de grabación y coros
- Juan Gatti - arte de tapa